# Evento di Miyake

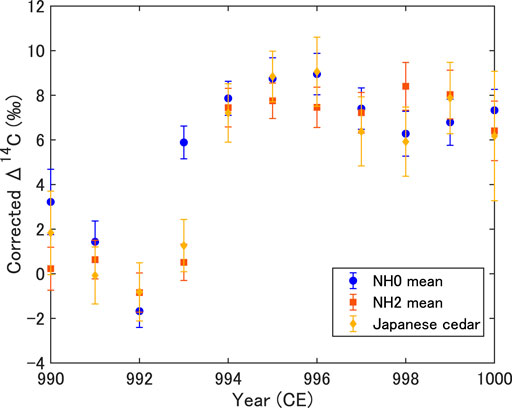
Misurazioni della concentrazione di carbonio-14 in alberi provenienti dal Giappone (punti gialli), messe a confronto con la concentrazione di carbonio-14 negli stessi in anni in una regione svedese (NH0) e in un'altra regione giapponese (NH2).

Con l'espressione evento di Miyake si indica un fenomeno astrofisico che porta a un netto aumento della produzione di nuclidi cosmogenici nelle interazioni tra i raggi cosmici e la parte più alta dell'atmosfera terrestre. L'occorrenza di simili eventi può essere riscontrata osservando l'aumento della concentrazione dell'isotopo radioattivo 14C negli anelli di accrescimento degli alberi, e degli isotopi 10Be e 36Cl nelle carote di ghiaccio.

## Cause
Non essendo mai stati direttamente osservati in epoca contemporanea, gli eventi di Miyake non sono ancora stati compresi del tutto, perlomeno per quanto riguarda la loro origine. Esistono tuttavia prove evidenti del fatto che essi abbiano un'origine solare; tali eventi potrebbero ad esempio essere indicativi di un collasso magnetico solare, un brevissimo periodo in cui con la ridotta schermatura eliosferica esporrebbe la Terra a un aumento dei raggi cosmici galattici, oppure, come ritenuto dalla maggior parte della letteratura, essi potrebbero rappresentare la parte finale di una distribuzione di brillamenti, come quelli che si osservano sul Sole e su altre stelle simili. Tuttavia, alcuni studi sembrerebbero indicare l'origine degli eventi di Miyake più in un potentissimo brillamento istantaneo, che non in una serie di brillamenti, con alcuni eventi che si sarebbero però prolungati anche per anni, addirittura 3 nel caso di un evento accaduto nel 660-663 a.C., ossia per un tempo ben maggiore dei pochi giorni o settimane tipici di un'espulsione di massa coronale e di altre eruzioni solari a noi note, sulla cui origine sono state avanzate diverse ipotesi, dalla sequenza di potenti brillamenti solari ravvicinati, alle complessità del campo magnetico terrestre.

## Scoperta
La prima traccia dell'esistenza di questi eventi fu scoperta nel 2012 dalla fisica giapponese Fusa Miyake, a quel tempo ancora dottoranda, la quale osservò un picco di concentrazione del radiocarbonio negli anelli di accrescimento di alcuni cedri giapponesi corrispondenti agli anni 774/775, pubblicando poi i risultati delle sue ricerche su Nature. La stessa Miyake, da cui questo tipo di eventi prende il nome, pubblicò nel 2013 un altro studio relativo a un evento di Miyake occorso nell'anno 993/994, scoperto sempre grazie all'analisi dei tronchi dei Cryptomeria japonica e confermato con l'analisi di altri alberi californiani e tedeschi.
Al 2023 sono noti cinque eventi di Miyake, occorsi nel 7176 a.C., nel 5259 a.C., nel 660 a.C., nel 774 d.C. e nel 993 d.C., a cui si aggiungono altri 4 rilevamenti che necessitano ancora di conferme definitive relativi a possibili eventi occorsi nel 12350 a.C., nel 5410 a.C. , nel 1052 d.C. e nel 1279 d.C. Come si può vedere, le analisi suggeriscono che gli eventi di Miyake siano piuttosto rari.
Il più imponente evento di Miyake finora scoperto si è verificato 12350 o 12349 anni fa ed è stato scoperto analizzando antichi anelli di accrescimento di alberi ritrovati sulle sponde erose del fiume Drouzet, vicino a Gap, nelle Alpi francesi meridionali. Secondo gli autori dello studio, l'evento avvenuto circa 14 300 anni fa avrebbe provocato una concentrazione di 14C negli alberi dell'epoca pari a due volte quella causata dall'evento del 774/5. La forza della corrispondente tempesta solare non è ancora stata valutata, tuttavia, per quanto riguarda l'evento del 774/5, si ritiene che esso non abbia avuto gravi conseguenze per la vita sulla Terra ma che, se fosse avvenuto in tempi moderni, avrebbe potuto causare danni catastrofici alla moderna tecnologia, in particolare ai sistemi di comunicazione e di posizionamento basati sui satelliti artificiali. Si ritiene peraltro che l'evento del 774/5 sia stato circa 10 volte più potente dell'evento di Carrington, la più grande tempesta geomagnetica o solare mai osservata dagli astronomi, registrata il 1º settembre 1859.

## Marcatori temporali
Lo studio e la conferma dell'occorrenza degli eventi di Miyake ha fatto sì che la loro osservazione possa essere utilizzata come punto di riferimento temporale, consentendo una datazione più precisa di molti eventi storici. Per fare un esempio, l'osservazione degli anelli di accrescimento di alcuni tronchi utilizzati dai Vichinghi per costruire le proprie case presso l'insediamento di L'Anse aux Meadows, sull'isola di Terranova, ha permesso di riconoscere i segni dell'evento di Miyake del 993 d.C. e da lì, sempre attraverso il conteggio degli anelli di accrescimento, di arrivare a capire che l'albero utilizzato era stato abbattuto nell'anno 1021, confermando la presenza dei Vichinghi nel continente americano almeno quattro secoli prima dell'arrivo di Cristoforo Colombo.